# 平基親
平 基親（たいら の もとちか）は、平安時代後期から鎌倉時代前期にかけての公卿。桓武平氏高棟流、参議・平親範の嫡男。官位は従三位・兵部卿。

## 経歴

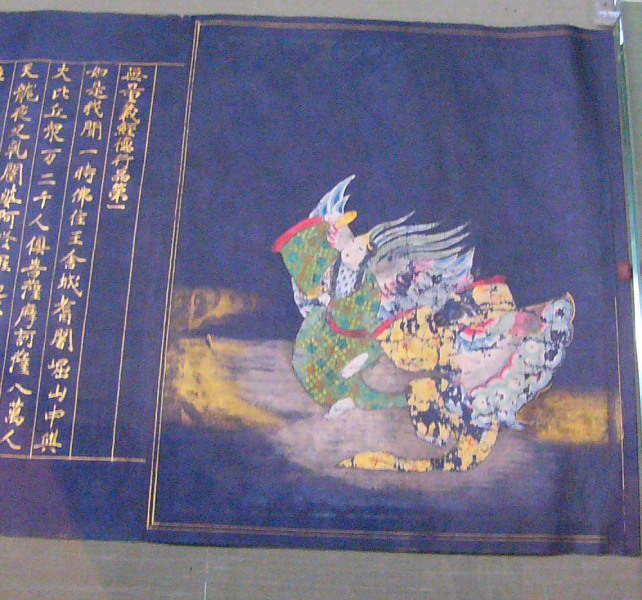
「紺紙金字無量義経（平基親願経）」（治承2年（1178年）、東京国立博物館蔵）

蔵人所雑色・六位蔵人を経て、保元3年（1158年）従五位下に叙爵。出雲守・伯耆守と地方官を歴任した後、中宮大進・五位蔵人・右少弁を兼ね、高倉天皇と中宮・平徳子に仕えるが、治承三年の政変（1179年）で解官となる。この頃、後に『平基親願経』と呼ばれる『法華経』８巻に開経『無量義経』と結経『観普賢経』）を合わせた紺紙金字10巻セットを書写供養しており、現在は東京国立博物館に無量義経、個人蔵の巻第五、フリーア美術館に巻第七、MOA美術館に巻第八、センチュリー文化財団に観普賢経がそれぞれ所蔵されている。
寿永2年（1183年）、右少弁に還任すると、文治2年（1186年）に従四位下、文治5年（1189年）には正四位下・左大弁と弁官を務めながら順調に昇進し、建久元年（1190年）、従三位・兵部卿に至る。正治年間に『官職秘抄』を編集。
建永元年（1206年）に出家。浄土宗の法然に師事する一方、同族の平光盛らの師となる。『選択本願念仏集』の編纂などにも関わった。

## 官歴
- 年要確認：蔵人所雑色・六位蔵人に叙される。
- 保元3年（1158年）：従五位下に叙爵。
- 年要確認：出雲守に叙される。
- 平治元年（1159年）：伯耆守に叙される（～仁安元年（1166年））。
- 年要確認：中宮大進・五位蔵人・右少弁を兼叙される。
- 治承3年（1179年）：政変により解官。
- 寿永2年（1183年）：右少弁に還任。
- 文治2年（1186年）：従四位下に叙される。
- 文治5年（1189年）：正四位下・左大弁、弁官に叙される。
- 建久元年（1190年）10月27日：従三位・兵部卿に叙される。

## 系譜
- 父：平親範（1137-1220）
- 母：高階泰重娘
- 妻：不詳
  - 男子：平親守
  - 男子：平親房
  - 男子：平親長
  - 女子：藤原親兼室
  - 女子：治部卿（?-1262頃）- 藤原頼経の女房、北条重時継室